# Easy (álbum de Grinspoon)
Easy é o segundo álbum de estúdio da banda Grinspoon, lançado a 15 de Novembro de 1999.
| Críticas profissionais                                                      | Críticas profissionais |
| Avaliações da crítica                                                       | Avaliações da crítica  |
| Fonte                                                                       | Avaliação              |
| --------------------------------------------------------------------------- | ---------------------- |
| allmusic                                                                    | (sem nota)             |
| Esta tabela precisa de ser acompanhada por texto em prosa. Consulte o guia. |                        |

## Faixas
1. "American Party Bomb" - 2:02
2. "Ready 1" - 2:34
3. "Undercover" - 3:45
4. "Tang" - 3:16
5. "Secrets" - 3:05
6. "Ordinary" - 2:37
7. "Rock Show" - 4:05
8. "Overdriver" - 5:15
9. "Better off Dead" - 3:19
10. "Violent and Lazy" - 3:31
11. "All the Time" - 1:58
12. "Yarni Marni" - 1:45
13. "Signpost" - 3:23
14. "Dial Tone" - 9:31

## Créditos
- Phil Jamieson - Vocal
- Pat Davern - Guitarra
- Joe Hansen - Baixo
- Kristian Hopes - Bateria